# ثابت الجاذبية
ثابت الجاذبية (بالإنجليزية: Gravitational Constant ويرمز له G) هو ثابت طبيعي يقاس عمليا ويمكن به تقدير التجاذب بين الأجسام . وهو من مكونات صيغة قانون نيوتن العام للجاذبية وفي النظرية النسبية لأينشتاين. ويعرف أيضًا بثابت الجاذبية العام أو ثابت نيوتن. وقام كافندش منذ نحو 200 سنة بقياس ثابت الجاذبية، ولا يجب الخلط بين ثابت الجاذبية العام G وعجلة الجاذبية (g) وهذه الأخيرة تعبر عن جاذبية الأرض بصفة خاصة وتتغير من مكان على الأرض إلى مكان آخر، أما ثابت الجاذبية فهو ثابت طبيعي عام، أي أنه ثابت بالنسبة للأجسام الصغيرة أو الأجرام السماوية. كما تختلف وحدتي ذلك الثابتان.
طبقا للقانون العام للجاذبية تتناسب قوة التجاذب F بين جسمين تناسبا طرديا مع كل من كتلتي الجسمين (m1 وm2) وعكسيا مع مربع المسافة بينهما r :
{\displaystyle F=G{\frac {m_{1}m_{2}}{r^{2}}}.}
ثابت التناسب في المعادلة هو ثابت الجاذبية G.
تقدير النظام القياسي العالمي CODATA لثابت الجاذبية (عام 2006) :
{\displaystyle G=\left(6.67428\pm 0.00067\right)\times 10^{-11}\ {\mbox{m}}^{3}\ {\mbox{kg}}^{-1}\ {\mbox{s}}^{-2}.}

## اهمية ثابت الجاذبية
يعتبر ثابت الجاذبية G إلى جانب سرعة الضوء في الفراغ c وثابت بلانك h من أهم الثوابت الطبيعية على الإطلاق لأنهم يحددون إلى جانب القوى الأساسية وكتلة الإلكترون وكتلة البروتون والشحنة الأولية تكوين الكون كله من ذرات ونجوم ومجرات ومن كواكب ومن أرض نشأت عليها الحياة .

## تكون الشمس والنجوم
تكونت الشمس من سديم أو سحابة غازية من الهيدروجين (بنسبة 76 %) والهيليوم (نسبة الهيليوم 23%) في مجرة درب التبانة منذ حوالي خمسة مليارات سنة تحت تأثير قوة الجاذبية . وبتقلص الجرم السماوي المتكون من السحابة بدأت درجة الحرارة المكتسبة من الجاذبية ترتفع وعلى الأخص في باطن الشمس، واستمر انكماش سحابة الغاز واتخذت الشكل الكروي واستمر ارتفاع درجة الحرارة في باطنها إلى أن وصل إلى نحو 12 مليون درجة مئوية وتحت ضغط عالي جدا بدأ تفاعل الاندماج النووي فيها والذي يتحول خلاله الهيدروجين إلى الهيليوم مع انطلاق طاقة بالغة من تلك التفاعلات . وحدث اتزان بين قوى الجذب والانكماش من الخارج إلى الداخل الناتجة عن الجاذبية وبين قوى الضغط من الداخل إلى الخارج الناشئة من ارتفاع درجة حرارة قلب الشمس فحافظت الشمس على قطرها الذي نعرفه . ومن بقايا السحابة الغازية والغبار الكوني تكون قرص تنامي حول الشمس ومن تلك المواد في القرص تكونت الكواكب . وقد تكورت الكواكب بنفس الطريقة تحت تـاثير الجاذبية ويدور كل منها في فلكه حول الشمس مطيعا في ذلك قوانين الجاذبية . ومن تلك الكواكب كوكب الأرض التي تستمد من الشمس حرارتها .
وصلت الشمس الآن نصف عمرها بعد مرور نحو 5 مليارات سنة من نشأتها، وهي منذئذ تستهلك حوالي 4 ملايين طن من الهيدروجين في الثانية مع إصدار طاقة اشعاعية بهذا القدر (للمقارنة :عند تحول 1 جرام من المادة إلى طاقة تنتج طاقة (حرارة) مكافاة للقنبلة الذرية الملقاة على هيروشيما). وحاليا تعد الشمس في مرحلة النسق الأساسي من حياتها ووصلت إلى نحو نصف العمر المقدر لها نظريا . ويمكن أن تستمر على هذا الحال حيث يندمج فيها الهيدروجين إلى هيليوم وعناصر كيمائية أخرى خفيفة حتى يقترب الهيدروجين من النفاذ بعد نحو 5 مليارات سنة . بعد نفاذ الهيدروجين من الشمس سينقبض قلبها بفعل الجاذبية وترتفع درجة الحرارة في قلبها وتبدأ تفاعلات الاندماج النووي لغاز الهيليوم لتكوين عناصر أثقل . أما طبقاتها الخارجية الهيدروجينية فسوف ترتفع درجة حرارتها وتنتفخ، وبانتفاخها تصبح عملاقًا أحمرا ، أي يصل قطرها أفلاك الكواكب القريبة منها، وستبتلع كل من كوكبي عطارد والزهرة وتصبح الأرض ضمن جوها. وعندما يبدأ الهيليوم في التحول إلى كربون في قلب الشمس سيتغير لون الشمس من الأحمر إلى الأصفر وتدخل مرحلة أخرى من حياتها فاقدة طبقاتها الخارجية من الغاز نتيجة لاستمرار ارتفاع درجة حرارتها وتمددها . وعندما يقترب انتهاء التفاعلات النووية في قلبها وتتغلب قوى الجاذبية على قوى الضغط الداخلية يتقلص القلب ويصبح قزمًا أبيضا.

## دوران الكواكب حول الشمس

جسمان لهما كتلتان مختلفتان يدوران حول مركز مشترك تحت تأثير قوة الجاذبية بينهما.

تدور الكواكب حول الشمس في مدارات تحت تأثير قوة الجاذبية . فبينما يعمل ثابت الجاذبية على جذب الكوكب إلى الشمس تعمل القوة الطاردة المركزية في اتجاه عكسي ويستقر الكوكب في مداره، لا يقترب ولا يبتعد عن الشمس . ويحدد ثابت الجاذبية G سرعة دوران الكوكب حول الشمس حيث أن سرعة الكوكب تعتمد على كتلتي الشمس والكوكب ( M;m)) وكذلك على بعد المسافة r بين الكوكب عن الشمس . وقد تعلمنا قانون الجاذبية عندما قام يوهانز كبلر برصد الكواكب وصاغ نظم حركتها في قوانين . ثم تابع إسحاق نيوتن وصاغ قانون الجاذبية وقوانين القوى بصفة عامة .
وكما تدور الكواكب حول الشمس بتأثير الجاذبية فإن المجموعة الشمسية كلها تدور في مدار حول مركز المجرة، مجرة درب التبانة أيضًا تحت تأثير قوة الجاذبية . كما نجد أن مجرتنا مجرة درب التبانة هي عضو من المجموعة المحلية وهي مجموعة مجرات قريبة منا يبلغ عددها نحو 30 مجرة كبيرة وصغيرة، أكبرهم المرأة المسلسلة (مجرة) ، ويرتبطون جميعا بقوى الجاذبية .

## اقرأ أيضًا
- قانون الجذب العام لنيوتن
- قوة الجذب
- تمدد الزمن الثقالي
- مدار
- قمر صناعي
- مجرة
- مد وجزر مجري
- حد روش